# 두근두근 달콤
《두근두근 달콤》은 2011년 5월 2일부터 2011년 11월 4일까지 방영된 KBS 2TV 아침 드라마로, 죽음으로 사랑하는 가족들과 헤어져야 하는 사람들에게 위로가 되는 이야기이며 박형준 (정도진 역)은 2007년 MBC 《있을 때 잘해!!》이후 해당 작품을 통해 안방극장에 돌아왔다.

## 등장 인물

### 주요 인물
- 허영란 : 김민주 역
- 오민석 : 정도형 역
- 원기준 : 구창호 역
- 조민아 : 장진희 역

### 민주의 집
- 이정길 : 김만복 역 - 민주의 아버지
- 임예진 : 이옥순 역 - 민주의 어머니
- 김현균 : 이덕수 역 - 옥순의 이복동생, 만복의 처남
- 박진수 : 김강산 역 - 민주의 동생.
- 이소윤 : 왕밍밍 역 - 작가 지망생
- 정영숙 : 양애자 역 - 옥순, 덕수의 어머니, 민주의 할머니
- 최희원 : 김하나 역 - 민주의 딸

### 도형의 집
- 이영후 : 정대길 역 - 더 존 방송국 회장, 도형의 아버지
- 김영란 : 임진숙 역 - 도형의 어머니
- 박형준 : 정도진 역 - 도형의 형
- 반민정 : 우영애 역 - 도진의 아내
- 엄민우 : 정시우 역 - 도진의 아들
- 김일권 : 왕 집사 역 - 정 회장의 집사

### 더 존 방송국
- 이달형 : 오 부장 역 - 더 존 방송국 부장.
- 백봉기 : 김준섭 역 - 더 존 방송국 카메라맨.
- 고정민 : 유말희 역 - 더 존 방송국 작가.

### 그 외 인물
- 공정환 : 강기훈 역
- 남문철 : 남문발 역
- 고도영 : 여비서 역
- 김승현 : 최재영 역
- 장준학 : 정도형 비서 역
- 정승우 : 중배 역
- 최은석 : 조폭 역
- 나호 : 윤pd 역
- 차영옥
- 정동규
- 김현숙
- 박주용

### 특별출연
- 엄지인 : 퀴즈 코리아 진행자

## 같이 보기
- 당신 참 예쁘다 (MBC)
- 위험한 여자 (MBC)
- 장미의 전쟁 (SBS)
- 미쓰 아줌마 (SBS)
- 태양의 신부 (SBS)